# Burkhard Zibol
Burkhard Zibol (auch Ziboll) (* vor 1375; † 1. August 1433 in Basel) war ein Schweizer Politiker und Wohltäter.

## Familie
Burkhard war ein Sohn des Bürgermeisters Jakob Zibol (* vor 1348; † 1414). Angaben über seine Mutter fehlen. Burkhard heiratete in 1. Ehe Agnes von Eptingen († 1430). Diese Ehe blieb Kinderlos. Er wünschte sich einen männlichen Erben. Da er sich durch die damals 18-jährige Sophie von Rotberg (* 1413; † 1478) die Erfüllung seines Wunsches erhoffte, heiratete er sie 1431. Sie gebar ihm eine Tochter Ursula (* 1432; † 1442). Sein Wunsch blieb unerfüllt.

## Werdegang
Burkhard war 1414–1427 und 1430–1433 Ratsherr der Achtburger in Basel. 1414–1421 Siebner und 1427–1430 Oberstzunftmeister. Er unterstützte das Basler Kartäuserkloster, das von seinem Vater gestiftet und Anfang des 15. Jahrhunderts erstellt worden war.

## Nachleben
Nach dem Tod Burkhards 1433 bewohnte seine gerade 20 Jahre alte Witwe Sophie mit ihrer 1-jährigen Tochter Ursula den Familiensitz Schalerhof am Rheinsprung im Grossbasel weiterhin. Als auch Ursula im Alter von 10 Jahren 1442 verstarb verliess Sophie den Familiensitz und bezog ein kleines Haus an der Klostermauer bei der Klosterkirche des Steinenklosters auf dem Blömblin.
Da es mit dem Tod von Ursula keine leiblichen Erben mehr gab, ging Burkhards Vermögen an Sophie. Dadurch konnte sie das Kartäuserkloster, das Steinenkloster und die Kirche St. Elisabeth mit grosszügigen Spenden unterstützen. 1460 verkaufte Sophie den Familiensitz für 850 Gulden an den Basler Rat. Dieses Gebäude wurde zur am 4. April 1460 gegründeten Universität von Basel.
Sophie blieb unverheiratet. Als Pfründerin verbrachte sie die Jahre bis zu ihrem Tod am 24. Februar 1478 in dem kleinen Haus an der Klostermauer.